# Cardabiodon
Cardabiodon es un género representado por dos especies de tiburón cardabiodóntido, que vivieron a finales del período Cretácico, hace aproximadamente 99.7 a 94.3 millones de años, en el Cenomaniense y el Turoniense, en lo que hoy es Canadá, Australia, Inglaterra, Rusia y Kazajistán.

## Descripción
Según los estudios de reconstrucciones de vértebras y mandíbulas indican un tamaño superior de 5,5 metros.

## Primeros descubrimientos
En Australia solo se conoce por unas vértebras y dientes fósiles, otros descubrimientos como en Canadá, Inglaterra, Rusia y Kazajistán. En otras partes del mundo se encontraron en depósitos fósiles que representan en lo que eran lugares templados con una notable ausencia en agua tropicales del Cretácico, lo que se puede decir que prefirió vivir en aguas más frías, aunque posiblemente no en la medida del frío polar. Cardabiodon eran principalmente un depredador pielágico. Cardabiodon fue nombrado por Mikael Siverson en 1999.

## Especies
- Cardabiodon ricki (tipo)[2]
- Cardabiodon venator